# Веттерхорн
Веттерхо́рн (нем. Wetterhorn) — гора в Бернских Альпах, Швейцария, недалеко от Гриндельвальда (нем. Grindelwald) и Розенлауи (нем. Rosenlaui).
Её высота — 3 701 м. над уровнем моря.
Фактически, Веттерхорн — это не гора, а группа из трёх близко расположенных вершин: Веттерхорн (нем. Wetterhorn, лучше всего видна из Гриндельвальда), Миттельхорн (нем. Mittelhorn, высота 3 704 м над уровнем моря, наивысшая из вершин) и Розенхорн (нем. Rosenhorn, 3 689 м).

## Альпинизм
Первовосхождение на Веттерхорн было совершено 31 августа 1844 года Мельхиором Банхольцером (нем. Melchior Bannholzer) и Иоганном Яуном (нем. Johann Jaun).
Но восхождение группы английского альпиниста Альфреда Уилса (англ. Alfred Wills), совершённое в 1854 году, известно гораздо более широко, поскольку оно положило начало «золотому веку» в альпинизме.
Классический маршрут — скально-снежно-ледовый. От седловины Веттерсаттель (нем. Wettersattel) через альпийский приют Доссенхютте (нем. Dossenhütte) или Глекштайнхютте (нем. Glecksteinhütte) по юго-восточному склону до вершины Веттерхорн

## Интересные факты о Веттерхорне
- Уинстон Черчилль совершил восхождение на Веттерхорн 14 августа 1894 года.[2][3]
- Существовали планы сооружения на скалах вершины горы верхней станции канатной дороги из Гриндельвальда, но из-за смерти её конструктора, немецкого инженера В. Фельдмана (нем. W. Feldmann), она была построена только на нижней четверти склона и проработала до начала Первой мировой войны.[4]